# Louis de Brouckère
Pour les articles homonymes, voir De Brouckère.
Louis de Brouckère est un homme politique socialiste belge, né à Roulers le 31 mai 1870 et mort à Bruxelles le 4 juin 1951. Fils de Gustave Adolphe Eugène Sylvain de Brouckère, « spinmeester » (tisserand), né en 1829 et décédé en 1887, et de Léonie Sylvie Tant (1839-1874). Très vite, il se détache de l’idéologie libérale de son père et consacre sa vie à lutter pour améliorer les conditions de vie du prolétariat.
De Brouckère est écrivain, journaliste et professeur. Il s’implique également dans la politique en occupant des postes importants. Ainsi, il devient conseiller communal de Bruxelles, de 1898 à 1904, conseiller provincial du Brabant de 1900 à 1906, conseiller du gouvernement de 1919 à 1921, sénateur de 1925 à 1932.
Il s’engage volontairement dans l’armée à l’aube de la Première Guerre mondiale et représentera la Belgique à de nombreuses conférences internationales et à la SDN dans les années qui suivirent la fin de la guerre. Pendant la Seconde Guerre mondiale, à Londres, il avait assumé la vice-présidence du Comité d'étude belge (CEPAG) pour les problèmes d’après-guerre.

## Famille et enfance
Louis Gustave Jean Marie Théodore de Brouckère est né le 31 mai 1870 à Roulers<,une ville située en Flandre occidentale. Son père est un libéral athée, fondateur d’une industrie de textile, tandis que sa mère est issue d’une famille catholique. Louis est précédé de Charles (1867) et a une petite sœur Eliza (1870). Du haut d’un arbre du jardin de son père donnant vue sur la ville, Louis découvre la réalité sociale : il prend conscience vers l’âge de 11 ans de la misère du prolétariat.

## Jeunesse
Louis fréquente, à partir de 1880, l’Athénée de Bruxelles, tout comme son frère et sa sœur. Le choix d’une école à Bruxelles est lié au fait qu’à cette époque en Flandre, les écoles sont catholiques, ce qui va à l’encontre des idées libérales de son père.
Il est un élève particulièrement doué en mathématiques et en sciences. À 15 ans, Louis se distingue des autres élèves en assumant son adhésion idéologique au socialisme. Il est surpris, en classe, en possession du Journal « Le Peuple » (journal socialiste), épisode qui lui aurait valu, sans l’intervention de son père, le renvoi.
En 1887, peu après le décès de son père, Louis s’inscrit à l’ULB. Il fréquente jusqu’en 1893 la Faculté des Sciences puis est renvoyé pour avoir contesté une décision de la Faculté de Philosophie et de Lettres concernant le refus de publication de la thèse de son ami Dwelshauwers. Il continuera ses études à Paris où il suivra le cours de mathématiques dispensé par Henri Poincaré.
Pendant ses années universitaires c’est un étudiant actif : il est notamment président du Cercle des étudiants et des anciens étudiants socialistes, directeur du « Journal des étudiants », président de la Commission permanente étudiante et membre du comité de la Revue universitaire,.

## Rôle politique

### Sur le plan national
Louis devient conseiller communal de Bruxelles en 1898, puis conseiller provincial du Brabant un an plus tard. Il quitte le premier poste en 1904 et le second en 1906. En 1914, il s’engage volontairement sur le front de l’Yser, est nommé sergent dans le corps des aérostiers et chef de cabinet d’Emile Vandervelde. On lui donne la mission d’aller en Russie, pour convaincre le gouvernement social-révolutionnaire menchevik de Kerenski de poursuivre la guerre aux côtés des Alliés. En 1919, il devient conseiller du Gouvernement et quatre ans plus tard, il est nommé sénateur.
Lors de la Seconde Guerre mondiale, Louis s’exile à Paris où il retrouve sa fille Lucia. Ensemble, ils rejoignent le sol anglais et s’installent à Londres où ils fréquentent la communauté des exilés. En 1941, il assume le rôle de vice-président du Comité d’étude belge (CEPAG) pour régler les problèmes d’après-guerre.

### Sur le plan international
Louis de Brouckère est connu pour son engagement en dehors des frontières belges. Il a toujours eu comme idéal la paix.
Après la Première Guerre mondiale, il se focalise spécifiquement sur le désarmement : en 1923, une Commission Préparatoire du Désarmement est instituée par la S.D.N. et de Brouckère y est envoyé en tant que représentant permanent de la Belgique. Il y impressionne tout le monde et en 1927, il reçoit le titre de président du Comité technique de la Commission. Cependant il doit se rendre à l’évidence : aucun pays ne désire réellement le désarmement. Il ne cesse pas son combat pour autant.
En 1930 et 1935, le Curatorium de l’Académie de Droit International l’invite à donner des cours à La Haye, la première fois sur les « Travaux de la S.D.N. en matière de désarmement » et la seconde sur « La prévention de la guerre ». Durant cette période, il observe également les difficultés de l’Allemagne (économiques, financières et politiques) et soutient dès 1920 que celle-ci devrait devenir membre de la S.D.N. C’est en 1926 qu’elle y entre, pour en ressortir quelques années plus tard, en 1933.
Par la suite, il insiste pour que la France et la Belgique baissent leurs exigences quant aux réparations allemandes. Cependant aucun changement n’est opéré et en juillet 1932, les nazis sont élus démocratiquement en Allemagne. De Brouckère doit admettre que le désarmement n’est plus le principal objectif et se concentre donc sur la sécurité. Mais là aussi, c’est un échec : en 1939, la Seconde Guerre mondiale éclate. 

## Idéologies

### Marxiste
Au départ, Louis de Brouckère pense le socialisme en tant que socialiste français : il est révolté par le capitalisme (idées de Proudhon).
Cependant, lui qui veut sans cesse être dans l’action, estime que les idées de ce socialisme sont trop utopiques. Dès 1894, de Brouckère adhère au marxisme, qui propose à la classe ouvrière d’agir et de mener sa propre lutte de classe.
Il devient marxiste parce qu’il pense que les propositions de Karl Marx sont susceptibles d’amener le prolétariat vers la victoire<.

### Militant du syndicalisme
De Brouckère devient président du Bureau de la Commission syndicale en 1904. Il représente le Parti ouvrier belge (POB) au sein de celui-ci. Il préside des semaines syndicales (à Anvers, Charleroi et Ostende) et participe à de multiples congrès belges et internationaux.
Durant vingt-cinq ans, Louis de Brouckère est professeur à l’Université libre de Bruxelles où il enseigne un cours sur le « Régime du travail».Le syndicalisme possède selon de Brouckère la vertu de faire transparaître les problèmes dans le monde réel : à l’usine, au bureau et à l’atelier face au patronat.
Il prend notamment position dans une grande question qui fâche les syndicalistes de l’époque : socialisme ou neutralisme ? Le débat porte sur la question de savoir si le syndicat doit combattre aux côtés du Parti ouvrier belge (POB) ou s’il doit au contraire rester neutre. De Brouckère donne son avis dans son discours de Verviers, en 1906 : il démontre l’importance de la lutte politique de la classe ouvrière et la nécessité pour le syndicat d’être socialiste.
Lors du 75e anniversaire de l’Indépendance de la Belgique, de Brouckère et ses collègues décident de boycotter les festivités en dénonçant une domination de la classe bourgeoise au détriment du prolétariat.

## Carrière éducative: professeur et éducateur de la classe ouvrière
Louis fonde l’Université Nouvelle en 1894. C’est une école libre d’enseignement supérieur. En 1921 et pour une durée de plus de 20 ans, Louis enseigne à l’École ouvrière supérieure ainsi qu’à l’Académie de droit international de La Haye.À partir de 1926, De Brouckère est aussi professeur ordinaire à l’École des sciences politiques et sociales de l’Université libre de Bruxelles et occupe la « chaire de la coopération».
Tout au long de sa vie, Louis de Brouckère va agir pour donner de meilleures conditions de vie à la classe ouvrière : il a un devoir d’éducation envers celle-ci. Il souhaite l’élever à un degré plus élevé d’humanité pour lui faire comprendre pleinement le socialisme. Il ressent la nécessité de diversifier l’enseignement, pour permettre à chacun de développer ses propres talents (intellectuels, manuels, artistiques, littéraires, etc.). Il désire que chacun parvienne à un même degré de culture par des moyens différents.
Dans cet objectif, Louis de Brouckère fonde l’Institut Industriel de Bruxelles en collaboration avec l’Université Nouvelle et le POB en 1899. Le but de cet institut est d’instruire les jeunes du prolétariat afin qu’ils puissent gravir les échelons du monde de l’industrie. L’enseignement est axé sur l’action, c’est-à-dire concrètement sur le métier et le développement de l’humanité de ses élèves. Il s’agit des premières humanités techniques.
Malgré tous les efforts de Louis, l’Institut Industriel ferme ses portes peu de temps après, par manque de fonds. L’idée de de Brouckère ne tombe cependant pas aux oubliettes, puisqu’aujourd’hui nous comptons un nombre important d’établissements d’enseignement technique. En 1964, une loi permettant aux élèves de scientifique industrielle d’avoir accès à l’université comme n’importe quel élève diplômé des humanités traditionnelles ou modernes, est promulguée. 

## Journaliste et écrivain
Les premiers articles de Louis de Brouckère paraissent dès 1891 dans le journal « Le Peuple », alors qu’il n’a que 21 ans. Gertrude Guïnsburg, sa femme, y apporte également sa contribution dès 1902. Plus tard, en 1906, il en devient le directeur à la demande du POB. Dès 1918, Louis occupe la place de responsable de la rubrique de politique étrangère au« Quotidien socialiste». De 1921 à 1945, de Brouckère envoie près de 225 articles au journal « Le Soir ».

## Le procès du journal "Conscrit"
Louis de Brouckère est condamné par le parquet à 6 mois de prison en 1899 pour avoir écrit dans le journal « Le Conscrit» un article antimilitariste. Son article « Tu ne tueras pas » est considéré comme une attaque aux lois, une provocation à la désobéissance aux lois ainsi qu’un désir de miner l’armée et empêcher celle-ci de faire son devoir.  Le procès connaît un grand retentissement dans le pays.
Louis illustre au travers de cet article son combat contre le militarisme. Dans son interrogatoire, de Brouckère s’exprime : « Je laisse le soldat en face de sa conscience quand il doit tirer. Je vous dis ma pensée personnelle. Si un homme me disait que plutôt que de tirer sur le peuple, il a tiré en l’air, je lui dirais : « tu as fait ton devoir ! ». Si un autre soldat me disait « je n’ai même pas voulu user de l’hypocrisie de tirer en l’air et j’ai refusé de tirer », je dirais : « tu as fait tout ton devoir ».

## Publications
Louis de Brouckère a énormément écrit : ses brochures, revues, journaux portent sur des thèmes si divers que les éditeurs ont abandonné l’idée de les classer systématiquement. Ils sont donc réunis en 4 volumes par ordre chronologique: « Le professeur » (Tome I), « Le théoricien de l'action ouvrière » (Tome II), « Le défenseur de la Paix » (Tome III) et « Le journaliste » (Tome IV). 
Louis De Brouckère décède le 4 juin 1951. Ses funérailles font l’objet d’une cérémonie mortuaire mettant en avant l’histoire du parti socialiste belge. le Grand Maréchal de la Cour et le représentant du Prince royal assistent à la cérémonie ainsi que des délégués du socialisme international de France, De Grande-Bretagne, d’Espagne républicaine, des Pays-Bas, du Grand-duché du Luxembourg et d’Allemagne. Enfin, des membres de l’Internationale socialiste et de l’Alliance coopérative internationale ont tenu à être présents. La levée du corps prend place à l’Institut Bordet de Bruxelles et est ensuite exposé à la Maison du Peuple avant d’être porté en cortège le 7 juin jusqu’au crématoire d’Uccle.

## Hommages
Son nom a été donné à de nombreuses voiries à Ganshoren, Charleroi, Anderlues et Courcelles.